# Старая Ситня
Старая Ситня — село в Ступинском районе Московской области в составе Городского поселения Ступино (до 2006 года — центр Староситненского сельского округа). На 2016 год в Старой Ситне 14 улиц, 2 переулка и 7 садовых товариществ. Впервые в исторических документах упоминается в 1577 году, как половинка села Старого на речке Ситне, в 1627 году — как полсела Старого Ситны. В селе в середине XVIII века ротмистром Я. А. Татищевым была основана усадьба, от которой сохранились остатки регулярного парка, от которой сохранилась церковь Рождества Богородицы, в стиле елизаветинского барокко, построенная в 1767 году, памятник архитектуры федерального значения.

## Население
| 2002 | 2006  | 2010  |
| ---- | ----- | ----- |
| 1612 | ↘1409 | ↗1878 |

Старая Ситня расположена на юго-востоке района, у впадения Ситни в Каширку, высота центра села над уровнем моря — 124 м. Ближайшие населённые пункты примерно в 1 км: Вальцово — на юге и Тростники — на севере.

## Достопримечательности

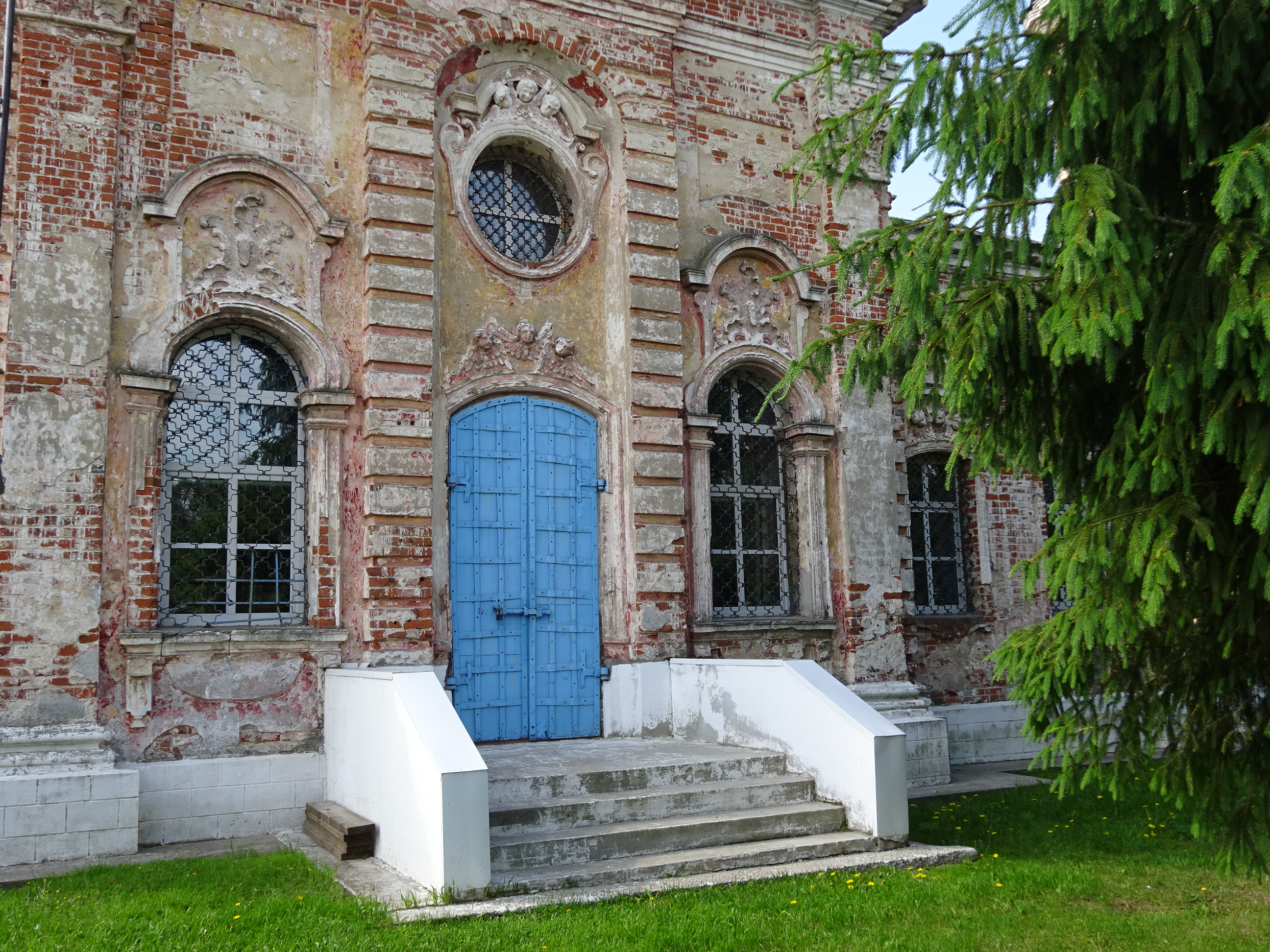
Боковой вход в Церковь Рождества Пресвятой Богородицы в селе Старая Ситня

- Храм Рождества Пресвятой Богородицы (построен в 1768 году). Стиль - «Елизаветинское барокко».

## Известные жители
- Ольсевич Юлий Яковлевич - советский и российский экономист, доктор экономических наук, профессор.